# Giovanni di Agostino

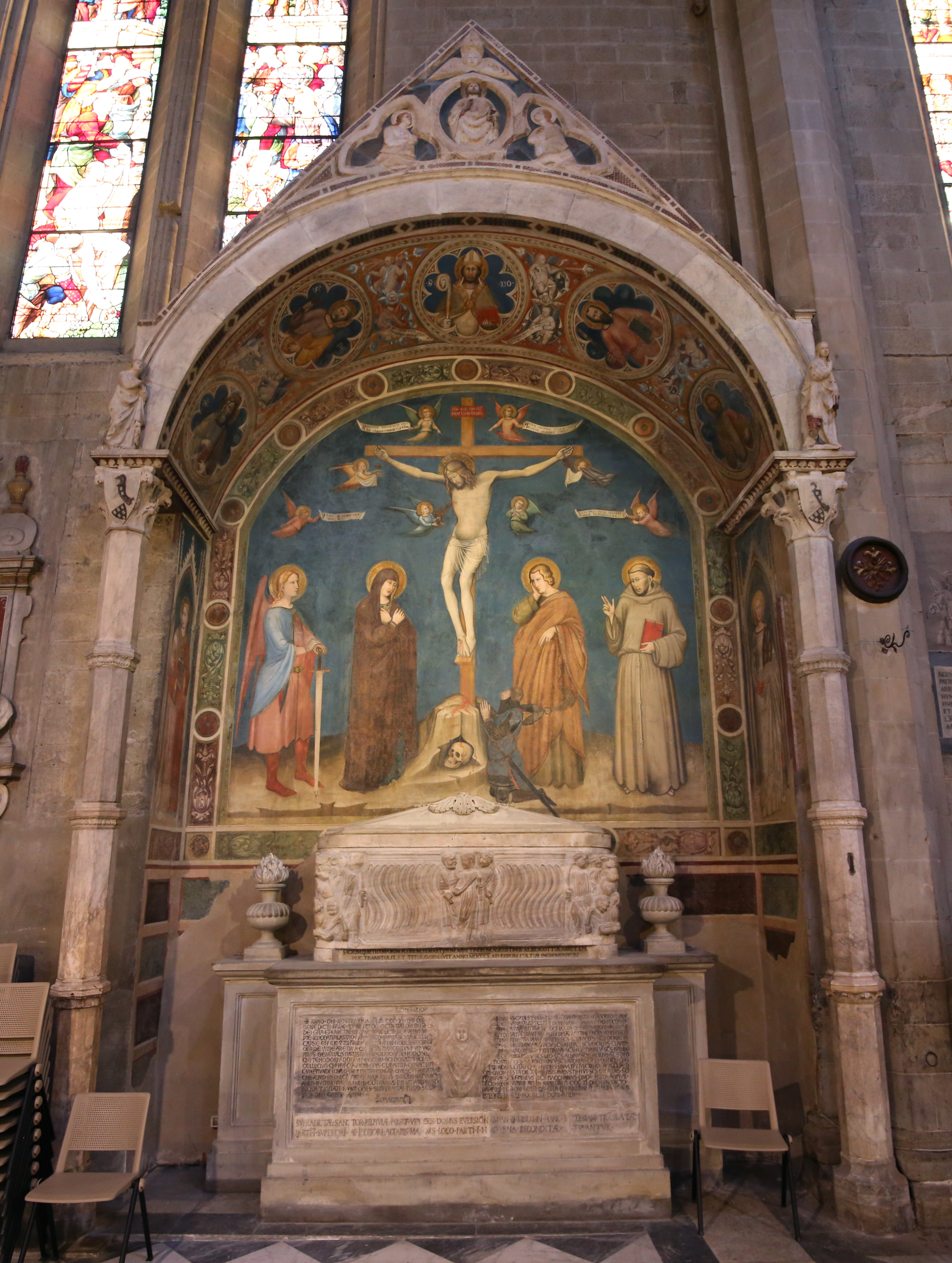
Cappella di Ciuto Tarlati, Duomo di Arezzo

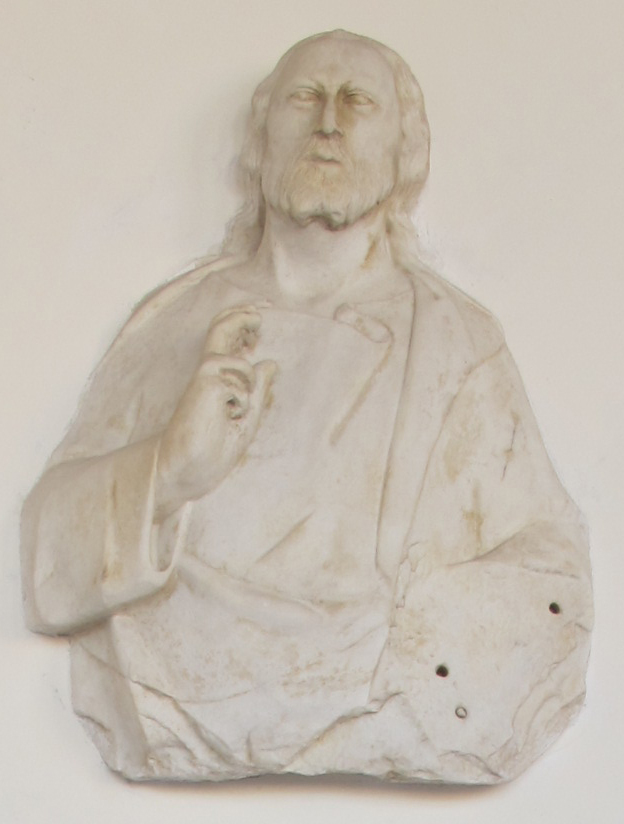
Redentore benedicente, Pinacoteca nazionale di Siena

Giovanni di Agostino (Siena, post 1310 – Siena, 1348) è stato uno scultore e architetto italiano.

## Biografia
Non si conosce la data di nascita a Siena, ma si sa che nel 1310 i suoi genitori, Agostino di Giovanni e Lagina di Nese, contrassero il matrimonio. Come il padre e il fratello minore, Domenico, fu scultore e architetto.

### Arezzo
Scarse sono le notizie documentarie sulla sua vita. Negli anni dal 1325 al 1328 circa fu verosimilmente aiuto del padre, seguendolo ad Arezzo e partecipando alla grande opera del monumento funebre del vescovo Guido Tarlati.
Il 31 marzo 1331 è citato assieme al padre in un pagamento per alcuni lavori nella cappella del presbitero Goro nella pieve di Santa Maria ad Arezzo, andata poi distrutta. Per la stessa pieve, il 7 febbraio 1332, si conserva un contratto in cui Giovanni è ricordato come collaboratore di Simone e Jacopo Ghini per alcune sculture che sono oggi individuante nell'Angelo annunciante del Victoria and Albert Museum, nell'Annunziata del Louvre e in un frammento di rilievo di Angelo nel Museo di belle arti di Budapest. Il 13 febbraio e il 15 agosto dello stesso anno Giovanni è menzionato, sempre a proposito della cappella Ghini, come procuratore di suo padre. Il 28 gennaio 1334 i lavori alla cappella furono saldati.
Come scultore, solo due opere sono attribuibili con certezza a Giovanni d'Agostino: la cappella Tarlati nel Duomo di Arezzo (gennaio 1334) e il rilievo della Madonna in trono col Bambino fra due angeli nell'oratorio di San Bernardino a Siena (1336 circa). La prima, decorata in prevalenza da affreschi per ragioni di spesa, mostra di sua mano le due statue del gruppo dell'Annunciazione sull'imposta dell'arco e il rilievo del timpano col Cristo benedicente tra due angeli in preghiera e un serafino, opere caratterizzate da forme voluminose e pesanti ma dal modellato morbido, con un leggero appiattimento, di gusto astratto, e alcune debolezze nel proporzionare le anatomie.
Nello stesso periodo gli vengono attribuiti tre rilievi del fonte battesimale del Duomo di Arezzo (Giovanni Battista condotto nel deserto, Ecce agnus Dei, Battesimo di Cristo) e, per analogie stilistiche, un'arca monumentale nel Museo d'arte sacra di Volterra. Alla prima produzione dell'artista sono riferiti anche il tabernacolo del Sacramento con l'Annunciazione da Sant'Eugenio a Monistero (1331-1332), oggi nella cappella di palazzo Saracini a Siena, e il rilievo del timpano di un monumentale baldacchino nella basilica di San Francesco a Siena (1333-1334 circa) con Maria Maddalena portata in cielo da due angeli.

### Grosseto
Nel 1335-1336 fu a Grosseto col padre, città conquistata da Siena nel 1334. Lavorò agli sguanci e all'architrave del portale lato sud nella fiancata del Duomo e anche se molte delle figure mostrano gli stilemi dell'arte del padre a lui sono riferibili alcune figure. Queste opere sono compatibili con tre piccole statuette (alte circa 30 cm) nel duomo di Siena pubblicate da Carli (1941, figg. 91-93).

### Capomastro al Duomo di Siena

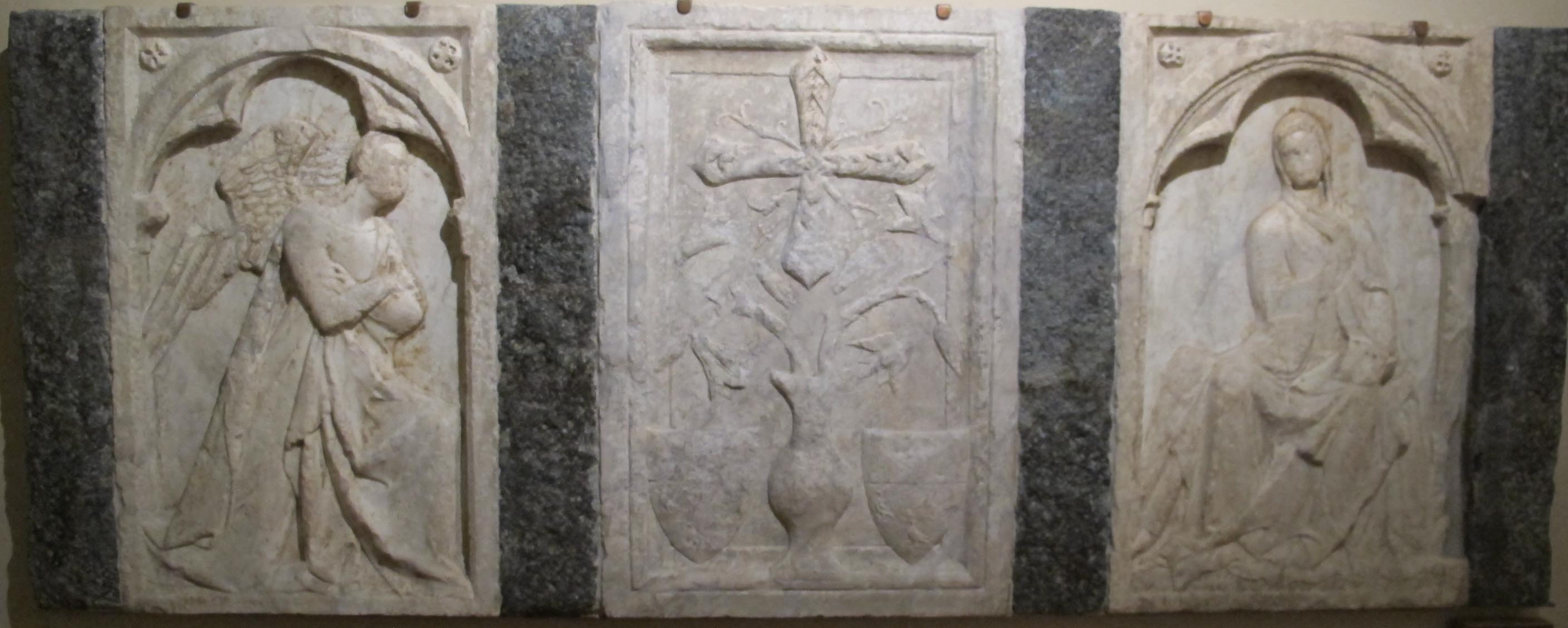
Annunciazione da San Domenico, Prato

Nel novembre 1336 Giovanni era tornato nella sua città e arruolato come capomastro dell'Opera del Domo di Siena, e in tale veste, nel marzo 1337, venne invitato dagli Operai del Duomo di Orvieto per soggiornare otto giorni, a loro spese, nella città umbra, per fornire una qualche consulenza sul loro cantiere. Nell'agosto di quell'anno accompagnò anche un collega orvietano a Pisa per aiutarlo ad ordinare marmo di Carrara.
Nel 1337 dovette essere col padre a Pistoia, lavorando indipendentemente alla tomba del vescovo Atto. Forse lavorò anche al fonte battesimale nel Duomo di Montepulciano.
Il 3 dicembre 1339 è registrato un pagamento per Giovanni e suo padre in saldo ai lavori di costruzione dell'acquedotto per la fonte del Campo e il 23 marzo 1340 l'Opera di Siena gli rinnovò il contratto di capomastro per altri cinque anni, con l'esplicito appoggio del padre che assicurava il suo sostegno e assistenza.
Il lavoro prevalentemente amministrativo e di coordinaqmento all'Opera del Duomo non prevedeva una sua attività intensa come scultore, cosa che invece dovette fare suo padre. Al 1340 circa gli è attribuita la mezza figura di un Profeta nel transetto meridionale del duomo di Siena, affine a un Cristo in trono nella pieve di San Lorenzo a Serre di Rapolano, chiesa nella quale lavorò anche il padre.
Negli anni 1340-1345 eseguì la lunetta del portale di Vallepiatta nel Duomo di Siena, con un gruppo di figure dalla forte espressività, affine anche a un Profeta seduto in uno dei capitelli della navata destra del duomo nuovo di Siena e a un San Giovanni Evangelista da un sarcofago nel Museo di Palazzo Venezia.
In quegli anni lavorò anche per Santa Maria della Scala, ricevndo un pagamento il 26 aprile 1341 per la perduta lastra tombale di messer Buonconte e per l'altrettanto perduto sepolcro di san Giacomo. Il 26 novembre 1343 è ricordato col padre e i fratelli in un contratto di venditya di un terreno, e ancora il 21 febbraio 1344, mentre continuarono i padamenti per il suo lavoro all'Opera nel giugno-novembre 1344 e nel maggio-giugno 1345.
Opere più tarde sono la statua di Cristo in trono (Siena, collezione Salini) e un rilievo di Gabriele e Maria dell'Annunciazione da un avello di San Domenico a Prato (oggi nel Museo di pittura murale).
Di nuovo è menzionato come testimone alla vendita di una casa il 27 giugno 1347.
Ultima opera attribuita è il monumento funebre per il vescovo Ranieri Ubertini (morto nel 1348) nella chiesa di San Francesco a Cortona, forse però eseguita quando il vescovo era ancora in vita. Negli anni successivi non si hanno più notizie di lui, probabilmente per la sua morte durante la terribile epidemia della peste nera del 1348.